# 八木山 (宮城県)

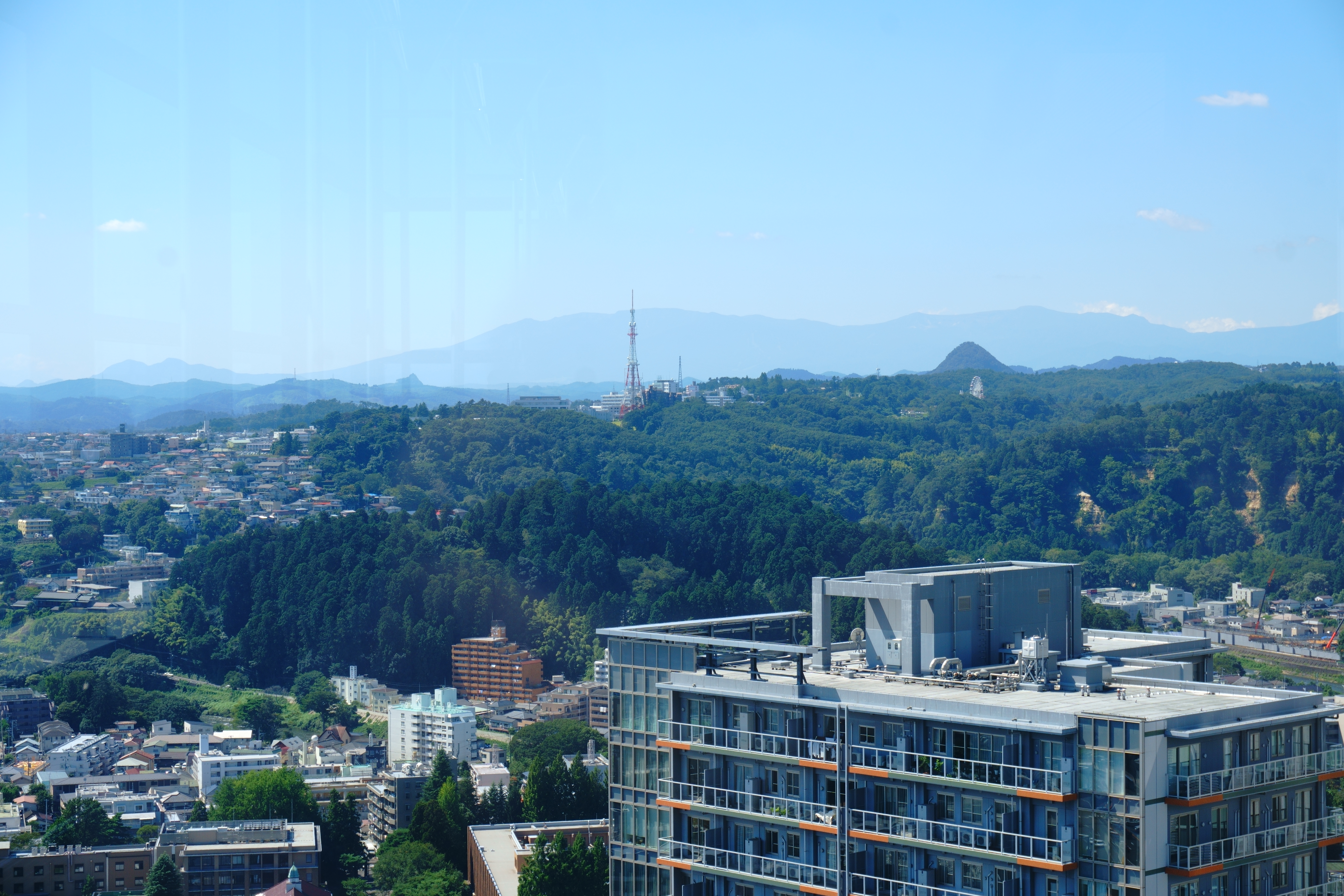
SS30から見た八木山の概観

八木山（やぎやま）は、宮城県仙台市太白区にある標高100メートル前後の丘陵地である。大正時代以降に、地元の商人である八木氏がここを所有し、行楽地や住宅地として開発したことから、八木山と呼ばれるようになった。

## 地理
八木山は太白区の中で、仙台の中心市街地に近い場所にある。仙台城跡や青葉山公園などがある北側の青葉山とは、竜ノ口渓谷を挟んで向かい合う位置関係にあり、八木山橋がこれら二つの山を結んでいる。この橋の上流側には二層構造の竜の口橋りょうが架かるが、現在これは地下鉄のみが通る鉄道用の橋である。笊川で隔てられている南西方向のひより台地区とはひより台大橋によって結ばれている。また、八木山の東方向には愛宕山や大年寺山がある。
地質的な特徴としては、隣り合う青葉山と同様に亜炭層を有している事が挙げられる。このため、八木山やその周辺においては近代に亜炭の採掘場が造られていた。
八木山そのものを名乗る町名はないが、八木山を冠する町名として、八木山本町、八木山東、八木山南、八木山香澄町、八木山松波町、八木山緑町、八木山弥生町がある。これらの地区の北側には仙台市八木山動物公園や遊園地である八木山ベニーランドがあり、八木山は住宅地と行楽地を兼ね備える地区になっている。この他に、大きな施設として仙台市立八木山小学校、仙台市立八木山南小学校、仙台市立八木山中学校、仙台向山高等学校、仙台城南高等学校、東北工業大学、テレビ・ラジオ兼営局である東北放送が立地している。動物園と隣り合う位置に仙台市地下鉄東西線の八木山動物公園駅があり、仙台市営バスが駅前に乗り入れている。この八木山動物公園駅は開業当初日本全国の地下鉄で最も標高の高い駅であったが、2020年6月1日に神戸市の北神急行電鉄北神線が神戸市営地下鉄に移管されたことに伴い、同線の谷上駅が標高244mで日本一となり、それに次ぐ2番目の駅となった。ただし、谷上駅は地上駅であるため、仙台市交通局では「（地下鉄として）地下にある駅としては日本一」と称している。

## 歴史
八木山は、江戸時代には越路山と呼ばれていた。谷を挟んで仙台城と接することから、越路山を含む周辺の丘陵地一体は「御城林」として立ち入りが厳しく制限され、防衛上、城の一部のように扱われていた。
明治時代になると、越路山は仙台藩の旧藩士840人の共有地となったが、手続き上の問題があって、一時期、国有地となった。その後、旧藩士の総代達が尽力し、1905年（明治38年）に越路山は再び旧藩士達の手に戻った。しかし、経済的に困窮していた旧藩士達では、山林の管理が満足に行き届かない状況だった。これを見た八木久兵衛が1924年（大正13年）に山全体を買い取ることになった。
八木家は、江戸時代から「紅久」の屋号を持ち、仙台の城下で小間物の商いをしていた老舗である。4代目久兵衛の願いを引き継ぐ形で、5代目久兵衛は市民の健康増進と慰安を目的としてここに行楽地を開発する計画を立てた。
八木は、まず1925年（大正14年）に越路神社を造営し、翌1926年（大正15年）に向山から八木山へ向かう道路を開通させた。行楽施設としてはまず1929年（昭和4年）に八木山球場が開かれた。この野球場は東京の明治神宮野球場を模して造られていた。翌1930年（昭和5年）には遊園地やテニスコート、サクラなどが植樹された広場を備える八木山公園が開園した。さらに八木は仙台城二の丸跡に本部を置く陸軍第二師団と交渉し、1931年（昭和6年）に青葉山と八木山を結ぶ吊り橋を実現した。この八木山橋は、当時は仙台市が管理する軍用橋として扱われた。これらの開発事業は八木の私費で行われ、60万円から70万円がかかったと言われる。八木は八木山公園を宮城県に寄贈したが、宮城県は維持が出来ないとしてこれを返上し、八木は1934年（昭和9年）に改めて仙台市へこれを寄付した。この年、アメリカの野球選抜チームが日本へ遠征し、日本選抜チームと試合を行った。この日米野球においては八木山球場が試合会場の一つとされ、ベーブ・ルースがここでホームランを打った。これを記念する彼の銅像が現在、八木山動物公園の中に立っている。また、同じ年、八木山は隣接する大年寺山と共に風致地区に指定された。しかし、戦時色が濃くなるにつれここを訪れ人は少なくなり、やがては荒廃していったという。
八木は戦前から八木山での住宅地の開発、販売を行っていたが、これは戦後も継続して行われた。向山や八木山本町、八木山香澄町、八木山松波町は1953年（昭和28年）から1968年（昭和43年）頃にかけて紅久によって開発されたものである。この頃は1箇月に10戸以上のペースで新築が行われていた。この間、八木山では1954年（昭和29年）に八木山神社の建立、1962年（昭和37年）に八木山橋の架け替えが行われ、1965年（昭和40年）には土地区画整理事業が始まった。1965年（昭和40年）に八木山球場の跡地に仙台市八木山動物公園が開園し、1968年（昭和43年）には動物公園の隣接地に遊園地の八木山ベニーランドが開園して、八木山は再び行楽地となった。現在、八木山動物公園の入口には5代目八木久兵衛の胸像が置かれている。
2015年（平成27年）、仙台市地下鉄東西線が開通し、八木山に八木山動物公園駅が開業した。